# Walther Sommer
Fritz Rudolf Walther Sommer (* 9. Juli 1893 in Rudolstadt; † 4. Juli 1946 in der UdSSR, hingerichtet) war ein deutscher Jurist und im Rang eines SS-Oberführers tätig in der Partei-Kanzlei der NSDAP.

## Ausbildung und Werdegang
Walther Sommer wuchs als Sohn des Notars Paul Sommer und seiner Ehefrau Elise geb. Zimmermann in Rudolstadt auf, wo der Vater im Stadtrat und später als nationalliberaler Abgeordneter im Landtag von Schwarzburg-Rudolstadt  mitwirkte. Sommer besuchte das örtliche Gymnasium Fridericianum.
Walther Sommer studierte von 1912 bis 1914 Geschichte und Germanistik, dann Rechtswissenschaft in Göttingen. Er trat der Verbindung und späteren Burschenschaft Frisia bei. Sommer rückte 1914 nach Ausbruch des Ersten Weltkrieges als Kriegsfreiwilliger ein. Im Januar 1917 wurde er schwer verletzt. Er legte 1919 beziehungsweise 1922 die juristischen Staatsprüfungen ab, wurde im Innenministerium des Landes Thüringen eingestellt, 1925 zum Regierungsrat ernannt, 1932 zum Oberregierungsrat und 1933 zum Ministerialrat befördert. Er übernahm den Vorsitz am Thüringer Landesverwaltungsgericht und am Thüringischen Disziplinarhof. Im April 1934 hatte er durch den Gauleiter Fritz Sauckel beauftragt ein „Gesetz über den Reichsgau Thüringen“ entworfen.
Sommer gehörte zwischen 1912 und 1922 dem Alldeutschen Verband an, war von 1919 bis 1924 Mitglied der Deutschen Volkspartei und seit 1928 in der NSDAP (Mitgliedsnummer 101.505).

## Dienst im „Stab des StdF“
Im Mai 1934 wurde Walther Sommer aus dem Landesdienst beurlaubt und im Stab des Stellvertreters des Führers von Rudolf Heß tätig. 1935 wurde dort für ihn eine Planstelle als Ministerialdirektor geschaffen. Sommer war Hauptreferent für alle Angelegenheiten, die Heß „in seiner Eigenschaft als Reichsminister“ zufielen. Als Leiter der Abteilung III (Staatsrechtliche Abteilung) arbeitete an der staatlichen Gesetzgebung mit und vertrat dort die Interessen der NSDAP. Er war für den Schriftverkehr zwischen Ministerien und seiner Dienststelle verantwortlich sowie – in Zusammenarbeit mit Gauleiter Adolf Wagner – für das „gesamte Gebiet der Reichsreform“.

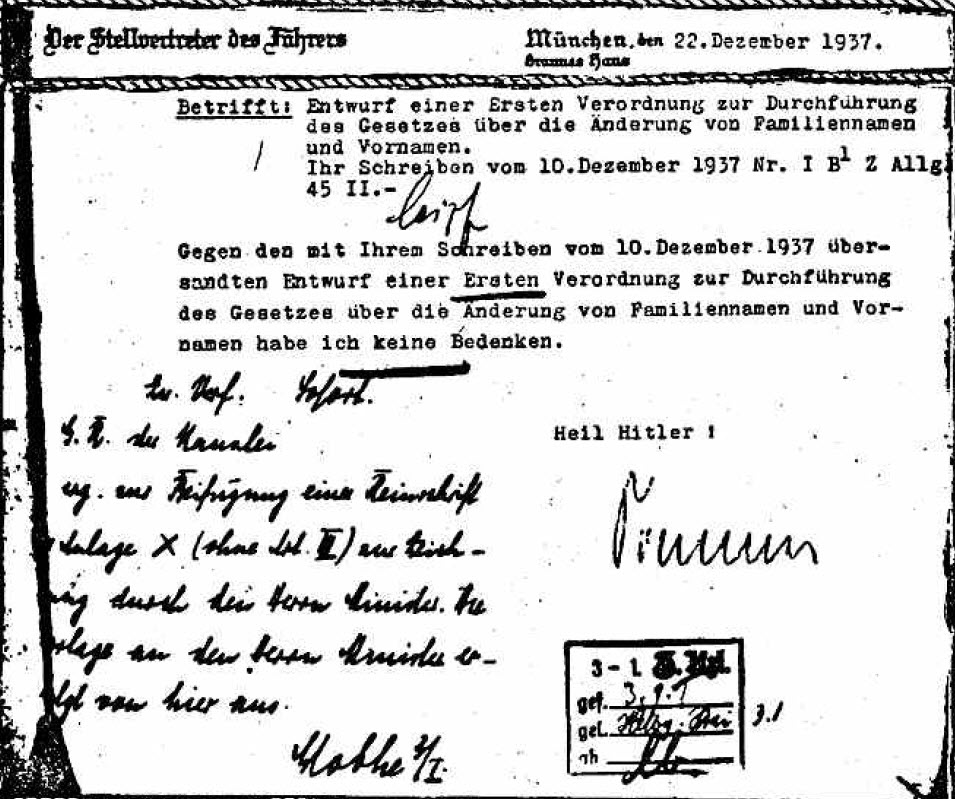
Walther Sommer genehmigt eine Namensänderungsverordnung. Bearbeiter im Innenministerium Hans Globke.

Walther Sommer war durch sein Amt bis Ende 1939 an allen wesentlichen Gesetzesvorhaben und Verordnungen beteiligt, die sich gegen Juden richteten. Sommer, der selbst eine Karriere als Laufbahnbeamter eingeschlagen hatte, erwies sich als „ausgesprochener Gegner der Ministerialbürokratie“: Beamte müssten es „fertigbringen, sich über Gesetze, die nicht dem Nationalsozialismus entsprechen, hinwegzusetzen […]“. Dabei sparte er nicht mit Kraftausdrücken und titulierte Referenten von Reichsministerien als „geistige Schrebergärtner“. Nach Beginn des Zweiten Weltkrieges war er ab Dezember 1939 zudem Generalreferent des Stellvertreters des Führers für die besetzten Ostgebiete.

## Entlassung
Im Januar 1941 – noch unter der Leitung von Heß – wollte Martin Bormann die Abteilung „Staatliche Angelegenheiten“ neu besetzen, da Sommer angeblich „gesundheitlich den Anforderungen seines Amtes nicht mehr gewachsen“ sei. Der Historiker Dieter Marek nimmt an, Sommers Verbalinjurien und taktisch ungeschickte Angriffe seien dem Ansehen der Dienststelle abträglich geworden und Bormann habe ihn ohne Gesichtsverlust abschieben wollen. Walther Sommer wurde zum Präsidenten des 1941 neu errichteten Reichsverwaltungsgerichtes ernannt. Dieses Gericht war anstelle des Preußischen Oberverwaltungsgerichts und anderer Oberverwaltungsgerichte der Länder eingerichtet und vom Regime wenig einflussreich ausgestaltet worden.
Seine Amtsführung als Präsident führte zu Beanstandungen, so dass Bormann und Hans Heinrich Lammers ihn wegen „sachlicher und vor allem personalpolitischer Entscheidungen“ nicht dort belassen wollten. Wegen einer Affäre mit einer Mitarbeiterin und einem weiteren Verhältnis zu einer verheirateten Frau wurde Sommer gezwungen, vorgeblich aus „gesundheitlichen Gründen“ um seine Entlassung nachzusuchen. Er schied aus dem Justizdienst aus und verlor ohne Verfahren seinen Parteirang. Um einem Disziplinarverfahren zu entgehen, bat Sommer im September 1942 um Entlassung aus der SS, in der er seit November 1936 Oberführer gewesen war (SS-Nummer 278.227).
Sommer bemühte sich 1942 um einen Posten in den besetzten Ostgebieten, doch wurde dem Ostministerium von Bormann signalisiert, dass sein Einsatz dort unerwünscht sei.
Sommer lebte seit Herbst 1942 als Frühpensionär mit seiner Familie in München, übersiedelte im September 1943 nach Rudolstadt und ließ sich 1944 von seiner Ehefrau scheiden. Mit seiner zweiten Ehefrau, seiner ehemaligen Sekretärin, zog er nach Jena und wurde im Frühjahr 1944 zum Volkssturm eingezogen. Nach Kriegsende befand er sich in amerikanischer Kriegsgefangenschaft.

## Tod
Über das weitere Schicksal Sommers gibt es in der Literatur unterschiedliche Angaben. Nach Stolleis geriet Walther Sommer 1946 in sowjetische Haft und verstarb dort. Eine Todeserklärung verzeichnet danach als Datum den 31. Dezember 1946. Nach anderen Angaben wurde Walther Sommer bei einem Besuch in Rudolstadt am 19. Oktober 1945 festgenommen, im Militärgefängnis Weimar inhaftiert und vom sowjetischen Militärtribunal der 11. Panzerdivision am 24. Mai 1945 als „Schwerkriegsverbrecher“ zum Tode verurteilt. Demnach wurde Sommer am 4. Juli 1946 in der Sowjetunion hingerichtet.